# Іллінська Варвара Андріївна
Варвара Андріївна Іллінська (19 вересня 1920, Іжевськ — 11 грудня 1979, Київ) — український радянський археолог, доктор історичних наук (з 18 лютого 1972 року), лауреат Державної премії УРСР в галузі науки і техніки (за 1977 рік).

## Біографія
Народилась 19 вересня 1920 року в місті Іжевську. У 1941 році закінчила Ленінградський університет. Під час німецько-радянської війни перебувала на комсомольській роботі в блокадному Ленінграді, згодом — у відвойованому Києві. Член ВКП(б) з 1944 року. 
Від 1945 року працювала в Інституті археології АН УРСР. Фахівець у галузі скіфської археології. Разом із чоловіком О. Тереножкіним була одним із засновників київської школи скіфознавців.
Жила в Києві в будинку на вулиці Коротченка, 3а, квартира 73.
Померла в Києві 11 грудня 1979 року. Похована на Берковецькому кладовищі, ділянка 47. Надгробок — у вигляді фрагмента античної колонади.

## Родовід і сім'я
- Батько — Іллінський Андрій Миколайович — морський офіцер, полярний дослідник.
- Чоловік — Тереножкін Олексій Іванович (1907—1981) — видатний археолог-енциклопедист.
- Син — Іллінський Андрій Олексійович (нар. 1949 р.) — художник, скульптор-кераміст.

## Праці
- Скифы Днепровского лесостепного Левобережья. Київ, 1968;
- Раннескифские курганы бассейна р. Тясмин. Київ, 1975;
- Скифия VII—IV вв. до н. э. Київ, 1983 (у співавторстві).
- Співавтор праці «Археологія Української РСР» (том 2. Київ, 1971).